# Mario Prato di Pamparato
Mario Prato (Perugia, 16 giugno 1932 – 16 gennaio 2021) è stato un generale italiano.

## Biografia
Discendente da antica famiglia liguro-piemontese, figlio del generale Arnaldo, è nato a Perugia, una delle sedi di servizio del genitore.
Dopo aver frequentato i corsi regolari presso l'Accademia militare di Modena e la Scuola di Applicazione di Torino è stato assegnato all'Arma di Artiglieria, completando la cultura militare con la frequenza di numerosi corsi in Italia, negli Stati Uniti e nella Repubblica Federale di Germania. Tra questi, ha preso parte al 1º Corso di Politica Militare presso il NATO Defence College.
Laureato in Scienze Strategiche presso l'Università degli Studi di Torino, dopo aver trascorso i primi anni in batterie di artiglieria controaerei, di ultima generazione statunitense, ha prestato servizio come Comandante di Gruppo in unità missili controaerei, per essere poi trasferito presso lo Stato Maggiore dell'Artiglieria Controaerei dell'Esercito, in Brescia.
Nel grado di Colonnello ha comandato il 5º Reggimento Missili "HAWK" di Mestre (Venezia) e la Scuola Tecnici Elettronici dell'Esercito di Roma. Promosso Generate di Brigata, è stato Vice Comandante dell'Artiglieria Controaerei dell'Esercito in Padova. Da Generale di Brigata e di Divisione, ha comandato poi la Scuola di Artiglieria Terrestre di Bracciano. Nel grado di Generale di Divisione e di Corpo d'Armata, è stato Comandante dell'Artiglieria Controaerei dell'Esercito, una delle specialità dell'Esercito Italiano all'avanguardia nei campo professionale e tecnologico. È deceduto il 16 gennaio 2021 all'età di 88 anni.

## Carriera militare
Generale di Corpo d'Armata, durante la sua lunga carriera ha ricoperto il ruolo di:
- comandante del I/5 gruppo missili c/a di San Donà di Piave (1970-1972);
- comandante del 5º Reggimento di Artiglieria Missili Contraerei (1978-1980);
- comandante della Scuola tecnici elettronici dell'Esercito (STELE) nel biennio 1980-1982;
- vice-comandante dell'Artiglieria Contraerea dell'Esercito (1983-1985);
- comandante della Scuola di Artiglieria di Bracciano (1985-1989);
- comandante dell'Artiglieria Contraerea dell'Esercito (1989-1992);
- Ispettore dell'Arma di Artiglieria.

Dal 1995 al 2010 ha ricoperto l'incarico di Comandante del Corpo Militare del Sovrano Militare Ordine di Malta, di cui è Gran Croce di Grazia e Devozione in Obbedienza con fascia di baliaggio.

## Pubblicazioni
Ha elaborato vari studi di carattere militare ed e anche autore di:
- I cento anni di Storia della Scuola di Artiglieria (1888-1988), 1988.
- Gli ottanta anni dell'Artiglieria Controaerei Italiana, 1991.
- Fulco Ruffo di Calabria Valoroso Pilota della 1ª Guerra Mondiale. Omaggio a S.A.R. la Principessa Paola di Liegi, 1992.
- All'ombra di due bandiere: centoventotto anni di vocazione umanitaria del Corpo speciale dell'esercito italiano Sovrano militare Ordine di Malta, Benucci, 2004.